# Karl Barth
Karl Barth (/bɑːrt, bɑːrθ/; tiếng Đức: [baɐ̯t]; 10 tháng 5, 1886  - 10 tháng 12, 1968) là một nhà thần học Cải cách người Thụy Sĩ, đã nổi tiếng với bài bình luận mang tính bước ngoặt Thư gửi tín hữu Rôma (1921), sự tham gia của ông vào Giáo hội Tuyên xưng, và quyền tác giả của Tuyên bố Barmen, và đặc biệt là bản tóm tắt thần học năm tập còn dang dở của ông là Tín điều học Giáo hội  (xuất bản trong mười hai phần trong giai đoạn 1932-1967). Ảnh hưởng của Barth đã mở rộng vượt ra ngoài phạm vi học thuật đối với văn hóa chính thống, khiến ông được xuất hiện trên trang bìa của Time vào ngày 20 tháng 4 năm 1962  và Giáo hoàng Pius XII được cho là đã nói Barth là nhà thần học vĩ đại nhất sau Thomas Aquinas.
Sự nghiệp thần học của Barth bắt đầu trong khi ông được gọi là "Mục sư đỏ từ Safenwil "  khi ông viết ấn bản đầu tiên của mình về The Epistle to the Romans (1919) (còn gọi là Romans I). Bắt đầu với phiên bản thứ hai của The Epistle to the Romans (1921), Barth bắt đầu rời khỏi khóa đào tạo trước đây - và bắt đầu thu hút được sự hoan nghênh trên toàn thế giới - với một nền móng thần học tự do mà ông được thừa hưởng từ Adolf von Harnack, Friedrich Schleiermacher và những người khác. Barth ảnh hưởng đến nhiều nhà thần học quan trọng như Dietrich Bonhoeffer người ủng hộ Giáo hội Tuyên xưng và Jürgen Moltmann, Helmut Gollwitzer, James H. Cone, Wolfhart Pannenberg, Rudolf Bultmann, Thomas F. Torrance, Hans Küng, và Reinhold Niebuhr, Jacques Ellul, Stanley Hauerwas, và các tiểu thuyết gia như John Updike và Miklós Szentkuthy. Trong số nhiều lĩnh vực khác, Barth cũng có ảnh hưởng sâu sắc đến đạo đức Kitô giáo hiện đại.   Ông đã ảnh hưởng đến các tác phẩm của các nhà đạo đức như Stanley Hauerwas, John Howard Yoder, Jacques Ellul và Oliver O'Donovan.